# Mistrzostwa Świata w Lekkoatletyce 2011 – skok o tyczce mężczyzn
Skok o tyczce mężczyzn – jedna z konkurencji rozegranych podczas lekkoatletycznych mistrzostw świata na Daegu Stadium w Daegu. 
Obrońcą tytułu mistrzowskiego z 2009 roku był Australijczyk Steve Hooker. Ustalone przez IAAF minima kwalifikacyjne do mistrzostw wynosiły 5,72 (minimum A) oraz 5,60 (minimum B).

## Terminarz
| Data        | Godzina |            |
| ----------- | ------- | ---------- |
| 27 sierpnia | 10:40   | Eliminacje |
| 29 sierpnia | 19:25   | Finał      |

## Rekordy
Tabela prezentuje rekord świata, rekordy poszczególnych kontynentów, mistrzostw świata, a także najlepszy rezultat na świecie w sezonie 2011 przed rozpoczęciem mistrzostw.
|                                                | Zawodnik                         | Wynik | Miejsce                  | Data                                                             |
| ---------------------------------------------- | -------------------------------- | ----- | ------------------------ | ---------------------------------------------------------------- |
| Rekord świata                                  | Serhij Bubka                     | 6,14  | Sestriere                | 31 sierpnia 1994(dts)                                            |
| Listy światowe                                 | Paweł Wojciechowski              | 5,91  | Szczecin                 | 15 sierpnia 2011(dts)                                            |
| Rekord mistrzostw świata                       | Dmitri Markow                    | 6,05  | Edmonton                 | 9 sierpnia 2001(dts)                                             |
| Rekord Afryki                                  | Okkert Brits                     | 6,05  | Kolonia                  | 18 sierpnia 1995(dts)                                            |
| Rekord Azji                                    | Grigorij Jegorow Igor Potapowicz | 5,90  | Stuttgart / Londyn Nicea | 19 sierpnia 1993(dts) / 10 września 1993(dts) 10 lipca 1996(dts) |
| Rekord Ameryki Północnej, Środkowej i Karaibów | Brad Walker                      | 6,04  | Eugene                   | 8 czerwca 2008(dts)                                              |
| Rekord Ameryki Południowej                     | Fábio Gomes da Silva             | 5,80  | São Caetano do Sul       | 4 sierpnia 1983(dts)                                             |
| Rekord Europy                                  | Serhij Bubka                     | 6,14  | Sestriere                | 31 sierpnia 1994(dts)                                            |
| Rekord Australii i Oceanii                     | Dmitri Markow                    | 6,05  | Edmonton                 | 9 sierpnia 2001(dts)                                             |

## Rezultaty

### Eliminacje
Minimum kwalifikacyjne wynosiło 5,70 (Q). Do finału awansowali zawodnicy, którzy uzyskali 12 najlepszych rezultatów (q). Tyczkarze rywalizowali w dwóch grupach: A i B.
| Poz. | Grupa | Zawodnik                | Reprezentacja     | 5,20 | 5,35 | 5,50 | 5,60 | 5,65 | Wynik | Wynik |
| ---- | ----- | ----------------------- | ----------------- | ---- | ---- | ---- | ---- | ---- | ----- | ----- |
| 1    | A     | Romain Mesnil           | Francja           | -    | -    | o    | -    | o    | 5,65  | q     |
| 1    | A     | Konstantinos Filippidis | Grecja            | -    | o    | o    | o    | o    | 5,65  | q     |
| 1    | A     | Dmitrij Starodubcew     | Rosja             | -    | o    | o    | o    | o    | 5,65  | q     |
| 1    | B     | Lázaro Borges           | Kuba              | -    | o    | o    | o    | o    | 5,65  | q     |
| 1    | B     | Renaud Lavillenie       | Francja           | -    | -    | o    | -    | o    | 5,65  | q     |
| 6    | A     | Fábio Gomes da Silva    | Brazylia          | -    | -    | o    | xo   | o    | 5,65  | q     |
| 6    | A     | Malte Mohr              | Niemcy            | -    | -    | xo   | o    | o    | 5,65  | q     |
| 8    | A     | Mateusz Didenkow        | Polska            | -    | o    | o    | o    | xo   | 5,65  | q     |
| 9    | B     | Jeremy Scott            | Stany Zjednoczone | -    | o    | o    | o    | -    | 5,60  | q     |
| 10   | B     | Łukasz Michalski        | Polska            | -    | o    | xo   | o    | x-   | 5,60  | q     |
| 10   | B     | Derek Miles             | Stany Zjednoczone | -    | o    | xo   | o    | -    | 5,60  | q     |
| 12   | A     | Daichi Sawano           | Japonia           | -    | -    | o    | xxx  |      | 5,50  | q     |
| 12   | A     | Paweł Wojciechowski     | Polska            | -    | o    | o    | xxx  |      | 5,50  | q     |
| 12   | B     | Jan Kudlička            | Czechy            | -    | o    | o    | xxx  |      | 5,50  | q     |
| 12   | B     | Steven Lewis            | Wielka Brytania   | o    | o    | o    | xxx  |      | 5,50  | q     |
| 12   | B     | Igor Byczkow            | Hiszpania         | o    | -    | o    | x-   | xx   | 5,50  | q     |
| 17   | A     | Alhaji Jeng             | Szwecja           | -    | xo   | o    | xxx  |      | 5,50  |       |
| 18   | B     | Jérôme Clavier          | Francja           | -    | o    | xo   | -    | xxx  | 5,50  |       |
| 18   | B     | Jewgienij Łukjanienko   | Rosja             | -    | o    | xo   | xxx  |      | 5,50  |       |
| 20   | A     | Raphael Holzdeppe       | Niemcy            | -    | -    | xxo  | xxx  |      | 5,50  |       |
| 21   | B     | Giovanni Lanaro         | Meksyk            | -    | xo   | xxo  | xxx  |      | 5,50  |       |
| 22   | A     | Mark Hollis             | Stany Zjednoczone | -    | o    | xxx  |      |      | 5,35  |       |
| 22   | B     | Denys Jurczenko         | Ukraina           | -    | o    | xxx  |      |      | 5,35  |       |
| 24   | A     | Jere Bergius            | Finlandia         | -    | xo   | -    | xxx  |      | 5,35  |       |
| 24   | B     | Karsten Dilla           | Niemcy            | -    | xo   | -    | xxx  |      | 5,35  |       |
| 26   | B     | Kim Yoo-suk             | Korea Południowa  | o    | xxx  |      |      |      | 5,20  |       |
|      | A     | Steve Hooker            | Australia         | -    | -    | xxx  |      |      | NM    |       |
|      | A     | Edi Maia                | Portugalia        | xxx  |      |      |      |      | NM    |       |

### Finał
| Poz.   | Zawodnik               | Reprezentacja     | 5,50 | 5,65 | 5,75 | 5,85 | 5,90 | 5,95 | Wynik | Uwagi                     |
| ------ | ---------------------- | ----------------- | ---- | ---- | ---- | ---- | ---- | ---- | ----- | ------------------------- |
| Złoto  | Paweł Wojciechowski    | Polska            | o    | o    | o    | x-   | xo   | xxx  | 5,90  |                           |
| Srebro | Lázaro Borges          | Kuba              | o    | o    | xxo  | o    | xxo  | xxx  | 5,90  | Rekord kraju              |
| Brąz   | Renaud Lavillenie      | Francja           | -    | o    | o    | o    | xxx  |      | 5,85  |                           |
| 4      | Łukasz Michalski       | Polska            | o    | o    | xo   | o    | xxx  |      | 5,85  | Rekord życiowy            |
| 5      | Malte Mohr             | Niemcy            | o    | xo   | o    | xxo  | xxx  |      | 5,85  |                           |
| 6      | Konstadínos Filippídis | Grecja            | o    | xo   | xo   | xxx  |      |      | 5,75  | Rekord kraju              |
| 7      | Mateusz Didenkow       | Polska            | xo   | xo   | xxo  | xxx  |      |      | 5,75  | Rekord życiowy            |
| 8      | Fábio Gomes da Silva   | Brazylia          | xo   | o    | xxx  |      |      |      | 5,65  |                           |
| 9      | Jan Kudlička           | Czechy            | o    | xo   | xxx  |      |      |      | 5,65  |                           |
| 9      | Jeremy Scott           | Stany Zjednoczone | o    | xo   | xxx  |      |      |      | 5,65  |                           |
| 9      | Steven Lewis           | Wielka Brytania   | o    | xo   | xxx  |      |      |      | 5,65  | Najlepszy wynik w sezonie |
| 12     | Dmitrij Starodubcew    | Rosja             | xo   | xo   | xxx  |      |      |      | 5,65  | Najlepszy wynik w sezonie |
| 13     | Derek Miles            | Stany Zjednoczone | o    | xxo  | xxx  |      |      |      | 5,65  |                           |
| 14     | Daichi Sawano          | Japonia           | xo   | xxo  | xxx  |      |      |      | 5,65  | Najlepszy wynik w sezonie |
|        | Romain Mesnil          | Francja           | -    | xxx  |      |      |      |      | NM    |                           |
|        | Igor Byczkow           | Hiszpania         | xxx  |      |      |      |      |      | NM    |                           |